# Taxi Driver
Taxi Driver er en amerikansk thrillerfilm fra 1976 instrueret af Martin Scorsese med Robert De Niro i hovedrollen som den legendariske filmkarakter Travis Bickle.
Filmen bliver af mange betragtet som en af de helt store klassikere. Især er den kendt for De Niros berømte citat: "You talkin' to me?" og dens voldelige tone. Taxi Driver blev nomineret til fire Oscars, deriblandt Bedste mandlige hovedrolle (Robert De Niro), men vandt ingen. Den modtog Den Gyldne Palme ved filmfestivalen i Cannes.

## Medvirkende
- Robert De Niro som Travis Bickle
- Jodie Foster som Iris
- Harvey Keitel
- Cybill Shepherd
- Peter Boyle
- Albert Brooks